# Кінематограф Болгарії
Шаблон:Кінематограф Європи
 Кінематограф Болгарії  відноситься до всіх фільмів та кінофестивалів, режисерів та письменників та акторів в Болгарії.
Початком кінематографа в Болгарії вважається фільм Василя Гендова Болгарське лезо  (1915). З 1915 по 1948 (коли націоналізували кіно) він створив 55 фільмів. За часів вітчизняного фронту влада воліє випускати фільми з історичною та ідеологічною орієнтацією, вона запроваджує суворий державний контроль, а деякі фільми були призупинені або видалені з екрану.

## Болгарські фільми
| Рік  | Фільм українською              | Фільм болгарською                           | Режисер       |
| ---- | ------------------------------ | ------------------------------------------- | ------------- |
| 1915 | Болгарське лезо                | bg:Българан е галант                        | Василь Гендов |
| 1917 | Баронат                        | bg:Баронът                                  | ?             |
| 1917 | Богдан Стімов                  | bg:Богдан Стимов                            | ?             |
| 1917 | Божевільне кохання             | Любовта е лудост                            | Василь Гендов |
| 1918 | Діти Балкан                    | bg:Децата на балкана                        | ?             |
| 1921 | Це я звинувачена?              | bg:Виновна ли е?                            | ?             |
| 1921 | Диявол в Софії                 | bg:Дяволът в София                          | Василь Гендов |
| 1921 | Ліляна                         | Лиляна                                      | ?             |
| 1922 | Бай Ганьо                      | Бай Ганьо                                   | Василь Гендов |
| 1922 | Військові дії в мирний час     | bg:Военни действия в мирно време            | Василь Гендов |
| 1922 | Моміна скеля                   | Момина скала                                | ?             |
| 1922 | Під старим небом               | bg:Под старото небе                         | ?             |
| 1924 | Чарлі Чаплін у Вітоша          | bg:Чарли Чаплин на Витоша                   | ?             |
| 1925 | Прекрасна принцеса Турандот    | bg:Прекрасната принцеса Турандот            | ?             |
| 1926 | Курортний сон                  | bg:Курортен сън                             | ?             |
| 1927 |                                | bg:В ноктите на порока                      | ?             |
| 1927 | Той, хто забув Бога            | bg:Човекът, който забрави Бога              | Василь Гендов |
| 1928 | Весела Болгарія                | bg:Весела България                          | ?             |
| 1928 | Коли любов говорить            | bg:Когато любовта говори                    | ?             |
| 1928 | Кохання та злочин              | bg:Любов и престъпление                     | ?             |
| 1928 | Дорога на розпутті             | bg:Пътят на безпътните                      | Василь Гендов |
| 1929 |                                | bg:Беловърха Витоша                         | ?             |
| 1929 |                                | bg:Най-вярната стража                       | ?             |
| 1929 | В'язень з Трікері              | bg:Пленникът от Трикери                     | ?             |
| 1929 |                                | bg:След пожара над Русия                    | ?             |
| 1929 | Вуличні божества               | bg:Улични божества                          | Василь Гендов |
| 1930 | Буря молоді                    | bg:Буря на младостта                        | ?             |
| 1930 | Земля                          | Земя                                        | ?             |
| 1930 | Модель                         | bg:Моделът                                  | ?             |
| 1930 |                                | bg:На тъмен кръстопът                       | ?             |
| 1930 | Під орлиним гніздом            | bg:Под орловото гнездо                      | ?             |
| 1931 | Безхрестні могили              | bg:Безкръстни гробове                       | ?             |
| 1931 | Крадіжка в кавоварку           | bg:Кражбата в експреса                      | ?             |
| 1933 | Банту рабів                    | bg:Бунтът на робите                         | Василь Гендов |
| 1933 | Знаменитий килим               | bg:Фамозният килим                          | ?             |
| 1934 | Пісня гір                      | bg:Песента на балкана                       | ?             |
| 1935 |                                | bg:Пред отечеството да забравим омразата си | ?             |
| 1936 | Чудовисько                     | Грамада                                     | ?             |
| 1937 | Лісові землі                   | bg:Земята гори                              | ?             |
| 1938 | Вороги                         | bg:Врагове                                  | ?             |
| 1938 |                                | Страхил войвода                             | ?             |
| 1939 | Настрадін Ходжа та Хітир Петро | bg:Настрадин Ходжа и Хитър Петър            | ?             |
| 1939 | Сільське чудовисько            | bg:Селското чудовище                        | ?             |
| 1940 | Для дому                       | bg:За родината                              | ?             |
| 1940 | Вони перемогли                 | bg:Те победиха                              | ?             |
| 1941 | Болгарські орли                | bg:Български орли                           | ?             |
| 1941 |                                | bg:Любовта на семкаря                       | ?             |
| 1941 | Зупиніться в Костенурка        | bg:Стойне у Костенурка                      | ?             |
| 1941 | Безладний                      | bg:Шушу-мушу                                | ?             |
| 1942 | Випробування                   | bg:Изпитание                                | ?             |
| 1943 | Фея Іва                        | bg:Ива самодива                             | ?             |
| 1943 | Весілля                        | Сватба                                      | ?             |
| 1944 | Болгаро-Угорська рапсодія      | bg:Българо-Унгарска рапсодия                | ?             |
| 1944 | Росиця                         | Росица                                      | ?             |
| 1945 | Болгари з стрих часів          | Българи от старо време                      | ?             |
| 1945 | Новий день прийде              | bg:Ще дойдат нови дни                       | ?             |
| 1946 | Боротьба за щастя              | bg:Борба за щастие                          | ?             |
| 1946 | Я, мамо, дракон любові         | bg:Мене ме, мамо, змей люби                 | ?             |
| 1946 | Вогненний слід                 | bg:Огнена диря                              | ?             |
| 1947 | Бійка                          | Бойка                                       | ?             |
| 1947 | Викуп                          | Изкупление                                  | ?             |
| 1947 | Повернутися в життя            | bg:Отново в живота                          | ?             |
| 1950 | Калін Орел                     | bg:Калин орелът                             | ?             |